# Резолюции Совета Безопасности ООН 901—1000
Это список резолюций Совета Безопасности ООН с 901 по 1000, принятых в период с 4 марта 1994 г. по 23 июня 1995 г.
| Резолюция | Дата             | Голосование                                                               | Вопрос |
| --------- | ---------------- | ------------------------------------------------------------------------- | --- |
| 901       | 4 марта 1994     | 15–0–0                                                                    | Продлён мандат Миссии ООН по наблюдению в Грузии                                                                                                |
| 902       | 11 марта 1994    | 15–0–0                                                                    | Меры укрепления доверия в отношении Вароши и международного аэропорта Никосии на Кипре                                                          |
| 903       | 16 марта 1994    | 15–0–0                                                                    | Продлевает и укрепляет мандат Контрольной миссии ООН в Анголе II                                                                                |
| 904       | 18 марта 1994    | Принята без голосования                                                   | Меры, гарантирующие безопасность и защиту палестинских гражданских лиц на территориях, оккупированных Израилем, после бойни в Пещере Патриархов |
| 905       | 23 марта 1994    | 15–0–0                                                                    | Продлевает мандат Миссии ООН в Гаити |
| 906       | 25 марта 1994    | 15–0–0                                                                    | Продлён мандат Миссии ООН по наблюдению в Грузии, политическое урегулирование грузино-абхазского конфликта                                      |
| 907       | 29 марта 1994    | 15–0–0                                                                    | Референдум за самоопределение народа Западной Сахары                                                                                            |
| 908       | 31 марта 1994    | 15–0–0                                                                    | Продлевает мандат и увеличивает персонал Сил ООН по охране                                                                                      |
| 909       | 5 апреля 1994    | 15–0–0                                                                    | Продлевает мандат Миссии ООН по оказанию помощи Руанде, выполнение Арушских соглашений                                                          |
| 910       | 14 апреля 1994   | 15–0–0                                                                    | Освобождение разведывательной группы ООН от санкций против Ливии                                                                                |
| 911       | 21 апреля 1994   | 15–0–0                                                                    | Продлевает мандат Миссии наблюдателей ООН в Либерии, выполнение мирных соглашений                                                               |
| 912       | 21 апреля 1994   | 15–0–0                                                                    | Корректирует мандат Миссии ООН по оказанию помощи Руанде в зависимости от ситуации, урегулирование конфликта                                    |
| 913       | 22 апреля 1994   | 15–0–0                                                                    | Ситуация в Боснии и Герцеговине и безопасный район Горажде, урегулирование конфликта                                                            |
| 914       | 27 апреля 1994   | 15–0–0                                                                    | Дополнительное увеличение личного состава Сил ООН по охране                                                                                     |
| 915       | 4 мая 1994       | 15–0–0                                                                    | Учреждение Группы наблюдателей ООН в полосе Аузу                                                                                                |
| 916       | 5 мая 1994       | 15–0–0                                                                    | Продлевает мандат Операции ООН в Мозамбике, выполнение Римских общих мирных соглашений                                                          |
| 917       | 6 мая 1994       | 15–0–0                                                                    | Продлевает санкции против Гаити до возвращения президента Жана-Бертрана Аристида                                                                |
| 918       | 17 мая 1994      | Принята без голосования                                                   | Расширяет мандат Миссии ООН по оказанию помощи Руанде, вводит эмбарго на поставки оружия в Руанду                                               |
| 919       | 25 мая 1994      | 15–0–0                                                                    | Отменяет эмбарго на поставки оружия и другие ограничения в отношении Южной Африки                                                               |
| 920       | 26 мая 1994      | 15–0–0                                                                    | Продлевает мандат Миссии наблюдателей ООН в Сальвадоре, выполнение мирных соглашений                                                            |
| 921       | 26 мая 1994      | 15–0–0                                                                    | Продлевает мандат Сил ООН по наблюдению за разъединением                                                                                        |
| 922       | 31 мая 1994      | 15–0–0                                                                    | Продлевает мандат Контрольной миссии ООН в Анголе II, мирное урегулирование                                                                     |
| 923       | 31 мая 1994      | 15–0–0                                                                    | Продлевает мандат Миротворческой операции ООН в Сомали, национальное примирение                                                                 |
| 924       | 1 июня 1994      | 15–0–0                                                                    | Призывы к прекращению огня в гражданской войне в Йемене, отправка миссии по установлению фактов                                                 |
| 925       | 8 июня 1994      | 15–0–0                                                                    | Продлевает мандат Миссии ООН по оказанию помощи Руанде, развёртывает дополнительные батальоны                                                   |
| 926       | 13 июня 1994     | 15–0–0                                                                    | Упраздняет Группу наблюдателей ООН на полосе Аузу                                                                                               |
| 927       | 15 июня 1994     | 15–0–0                                                                    | Продлевает мандат Вооружённых сил ООН по поддержанию мира на Кипре, реализация мер укрепления доверия                                           |
| 928       | 20 июня 1994     | 15–0–0                                                                    | Продлевает мандат Миссии наблюдателей ООН Уганда-Руанда                                                                                         |
| 929       | 22 июня 1994     | 10–0–5 (воздержались: Бразилия, Китай, Нигерия, Новая Зеландия, Пакистан) | Создает временную многонациональную операцию в гуманитарных целях в Руанде                                                                      |
| 930       | 27 июня 1994     | 15–0–0                                                                    | Прекращает работу Миссия наблюдателей ООН в Южной Африке, исключает Южную Африку из повестки дня                                                |
| 931       | 29 июня 1994     | 15–0–0                                                                    | Прекращение огня в гражданской войне в Йемене                                                                                                   |
| 932       | 30 июня 1994     | 15–0–0                                                                    | Продлевает мандат Контрольной миссии ООН в Анголе II                                                                                            |
| 933       | 30 июня 1994     | 15–0–0                                                                    | Продлевает мандат Миссии ООН в Гаити |
| 934       | 30 июня 1994     | 15–0–0                                                                    | Продлён мандат Миссии ООН по наблюдению в Грузии                                                                                                |
| 935       | 1 июля 1994      | 15–0–0                                                                    | Просит Генерального секретаря создать комиссию по расследованию геноцида в Руанде                                                               |
| 936       | 8 июля 1994      | 15–0–0                                                                    | Назначает Ричарда Голдстоуна обвинителем Международного трибунала по бывшей Югославии                                                           |
| 937       | 21 июля 1994     | 14–0–0 (отсутствует: Руанда)                                              | Расширяет и продлевает мандат Миссии ООН по наблюдению в Грузии и сотрудничество с миротворческими силами Содружества Независимых Государств    |
| 938       | 28 июля 1994     | 14–0–0 (отсутствует: Руанда)                                              | Продлён мандат Временных сил ООН в Ливане |
| 939       | 29 июля 1994     | 14–0–0 (отсутствует: Руанда)                                              | Урегулирование кипрского спора, меры укрепления доверия                                                                                         |
| 940       | 31 июля 1994     | 12–0–2 (воздержались: Бразилия, Китай; отсутствовала: Руанда)             | Уполномочивает многонациональные силы восстановить законного президента Гаити Жана-Бертрана Аристида и свергнуть военную хунту                  |
| 941       | 23 сентября 1994 | 15–0–0                                                                    | Нарушения международного гуманитарного права в Баня-Луке, Биелине и других районах Боснии и Герцеговины                                         |
| 942       | 23 сентября 1994 | 14–0–1 (воздержался: Китай)                                               | Усиливает меры в отношении безопасных районов в Боснии и Герцеговине, находящихся под контролем сил боснийских сербов                           |
| 943       | 23 сентября 1994 | 11-2-2 (против: Джибути, Пакистан; воздержались: Нигерия, Руанда)         | Закрытие границы между Союзной Республикой Югославия и Боснией и Герцеговиной, за исключением гуманитарной помощи                               |
| 944       | 29 сентября 1994 | 13–0–2 (воздержались: Бразилия, Россия)                                   | Прекращение действия резолюций 841 (1993), 873 (1993) и 917 (1994) по Гаити после возвращения президента Жана-Бертрана Аристида                 |
| 945       | 29 сентября 1994 | 15–0–0                                                                    | Продлевает мандат Контрольной миссии ООН в Анголе II, выполнение мирных соглашений                                                              |
| 946       | 30 сентября 1994 | 14–0–1 (воздержались: США)                                                | Продлевает мандат Миротворческой операции ООН в Сомали                                                                                          |
| 947       | 30 сентября 1994 | 15–0–0                                                                    | Продлевает мандат Сил ООН по охране, выполнение мирного плана для Хорватии и резолюций Совета Безопасности                                      |
| 948       | 15 октября 1994  | 14–0–1 (воздержалась: Бразилия)                                           | Восстановление демократии на Гаити, возвращение президента Жана-Бертрана Аристида, снятие санкций                                               |
| 949       | 15 октября 1994  | 15–0–0                                                                    | Требует от Ирака отвести войска от границы с Кувейтом                                                                                           |
| 950       | 21 октября 1994  | 15–0–0                                                                    | Продлевает мандат Миссии наблюдателей ООН в Либерии, мирный процесс                                                                             |
| 951       | 21 октября 1994  | Принята без голосования                                                   | Вакансия и выборы в Международный Суд ООН |
| 952       | 27 октября 1994  | 15–0–0                                                                    | Продлевает мандат Контрольной миссии ООН в Анголе II, соблюдение режима прекращения огня                                                        |
| 953       | 31 октября 1994  | 15–0–0                                                                    | Продлевает мандат Миротворческой операции ООН в Сомали                                                                                          |
| 954       | 4 ноября 1994    | 15–0–0                                                                    | Продлевает мандат Миротворческой операции ООН в Сомали в последний раз, вывод персонала                                                         |
| 955       | 8 ноября 1994    | 13–1–1 (против: Руанда; воздержался: Китай)                               | Учреждает Международный трибунал по Руанде |
| 956       | 10 ноября 1994   | 15–0–0                                                                    | Прекращение статуса Палау как подопечной территории                                                                                             |
| 957       | 15 ноября 1994   | 15–0–0                                                                    | Продлевает мандат Операции ООН в Мозамбике до прихода к власти нового правительства                                                             |
| 958       | 19 ноября 1994   | 15–0–0                                                                    | Разрешает нанесение авиаударов по Хорватии в дополнение к Боснии и Герцеговине                                                                  |
| 959       | 19 ноября 1994   | 15–0–0                                                                    | Усилия Сил ООН по охране по обеспечению выполнения резолюций Совета Безопасности в безопасных районах Боснии и Герцеговины                      |
| 960       | 21 ноября 1994   | 15–0–0                                                                    | Одобряет результаты выборов в Мозамбике |
| 961       | 23 ноября 1994   | 15–0–0                                                                    | В последний раз продлевает мандат Миссии наблюдателей ООН в Сальвадоре, выполнение мирных соглашений                                            |
| 962       | 29 ноября 1994   | 15–0–0                                                                    | Продлевает мандат Сил ООН по наблюдению за разъединением                                                                                        |
| 963       | 29 ноября 1994   | 15–0–0                                                                    | Приём Палау в ООН |
| 964       | 29 ноября 1994   | 13–0–2 (воздержались: Бразилия, Россия)                                   | Укрепление передовой группы Миссии ООН в Гаити                                                                                                  |
| 965       | 30 ноября 1994   | 15–0–0                                                                    | Продлевает и расширяет мандат Миссии ООН по оказанию помощи Руанде                                                                              |
| 966       | 8 декабря 1994   | 15–0–0                                                                    | Продлевает мандат Контрольной миссии ООН в Анголе II, наблюдение за прекращением огня                                                           |
| 967       | 14 декабря 1994  | 15–0–0                                                                    | Разрешен вывоз дифтерийной антисыворотки из Союзной Республики Югославии на 30 дней                                                             |
| 968       | 16 декабря 1994  | 15–0–0                                                                    | Учреждает Миссию наблюдателей ООН в Таджикистане, национальное примирение после гражданской войны                                               |
| 969       | 21 декабря 1994  | 15–0–0                                                                    | Продлевает мандат Вооружённых сил ООН по поддержанию мира на Кипре, реализация мер укрепления доверия                                           |
| 970       | 12 января 1995   | 14–0–1 (воздержалась: Россия)                                             | Закрытие границы между Союзной Республикой Югославия и Боснией и Герцеговиной, за исключением гуманитарной помощи                               |
| 971       | 12 января 1995   | 15–0–0                                                                    | Продлён мандат Миссии ООН по наблюдению в Грузии                                                                                                |
| 972       | 13 января 1995   | 15–0–0                                                                    | Продлевает мандат Миссии наблюдателей ООН в Либерии, мирный процесс                                                                             |
| 973       | 13 января 1995   | 15–0–0                                                                    | Референдум в Западной Сахаре, продлевает мандат Миссии ООН по проведению референдума в Западной Сахаре                                          |
| 974       | 30 января 1995   | 15–0–0                                                                    | Продлён мандат Временных сил ООН в Ливане |
| 975       | 30 января 1995   | 14–0–1 (воздержался: Китай)                                               | Продлевает мандат Миссии ООН в Гаити, передача ответственности многонациональным силам                                                          |
| 976       | 8 февраля 1995   | 15–0–0                                                                    | Учреждает Контрольную миссию ООН в Анголе III                                                                                                   |
| 977       | 22 февраля 1995  | 15–0–0                                                                    | Назначение Аруши резиденцией Международного трибунала по Руанде                                                                                 |
| 978       | 27 февраля 1995  | 15–0–0                                                                    | Арест и задержание лиц, ответственных за действия, подпадающие под юрисдикцию Международного трибунала по Руанде                                |
| 979       | 9 марта 1995     | Принята без голосования                                                   | Вакансия и выборы в Международный Суд ООН |
| 980       | 22 марта 1995    | Принята без голосования                                                   | Вакансия и выборы в Международный Суд ООН |
| 981       | 31 марта 1995    | 15–0–0                                                                    | Учреждает Операцию ООН по восстановлению доверия в Хорватии                                                                                     |
| 982       | 31 марта 1995    | 15–0–0                                                                    | Продлевает мандат Сил ООН по охране, операции в Хорватии                                                                                        |
| 983       | 31 марта 1995    | 15–0–0                                                                    | Созданы Силы превентивного развёртывания ООН в Республике Македония                                                                             |
| 984       | 11 апреля 1995   | 15–0–0                                                                    | Гарантии безопасности от применения ядерного оружия неядерным государствам, являющимся участниками Договора о нераспространении ядерного оружия |
| 985       | 13 апреля 1995   | 15–0–0                                                                    | Продлевает мандат Миссии наблюдателей ООН в Либерии, учреждает Комитет по эмбарго на поставки оружия в Либерию                                  |
| 986       | 14 апреля 1995   | 15–0–0                                                                    | Разрешает временный ввоз нефти и сопутствующих товаров в Ирак по гуманитарным причинам, учреждает программу «Нефть в обмен на продовольствие»   |
| 987       | 19 апреля 1995   | 15–0–0                                                                    | Охрана и безопасность Сил ООН по охране |
| 988       | 21 апреля 1995   | 13–0–2 (воздержались: Китай, Россия)                                      | Продлевает частичную отмену некоторых санкций против Югославии                                                                                  |
| 989       | 24 Апреля 1995   | 15–0–0                                                                    | Список кандидатов в судьи Международного трибунала по Руанде                                                                                    |
| 990       | 28 апреля 1995   | 15–0–0                                                                    | Разрешает развёртывание Операции ООН по восстановлению доверия в Хорватии                                                                       |
| 991       | 28 апреля 1995   | 15–0–0                                                                    | Прекращает работу Миссия наблюдателей ООН в Сальвадоре                                                                                          |
| 992       | 11 мая 1995      | 15–0–0                                                                    | Свобода судоходства по реке Дунай |
| 993       | 12 мая 1995      | 15–0–0                                                                    | Продлён мандат Миссии ООН по наблюдению в Грузии, политическое урегулирование конфликта между Абхазией и Грузией                                |
| 994       | 17 мая 1995      | 15–0–0                                                                    | Вывод хорватских войск из зоны разъединения, полное развертывание Операции ООН по восстановлению доверия в Хорватии                             |
| 995       | 26 мая 1995      | 15–0–0                                                                    | Продление мандата Миссии ООН по проведению референдума в Западной Сахаре, направление в регион миссии Совета Безопасности, План урегулирования  |
| 996       | 30 мая 1995      | 15–0–0                                                                    | Продлевает мандат Сил ООН по наблюдению за разъединением                                                                                        |
| 997       | 9 июня 1995      | 15–0–0                                                                    | Расширение и корректировка Миссии ООН по оказанию помощи Руанде, процесс примирения и восстановления                                            |
| 998       | 16 Июня 1995     | 13–0–2 (воздержались: Китай, Россия)                                      | Создаёт силы быстрого реагирования в составе Сил ООН по охране                                                                                  |
| 999       | 16 июня 1995     | 15–0–0                                                                    | Продлён мандат Миссии наблюдателей ООН в Таджикистане, национальное примирение                                                                  |
| 1000      | 23 июня 1995     | 15–0–0                                                                    | Продлевает мандат Вооружённых сил ООН по поддержанию мира на Кипре, меры укрепления доверия                                                     |